# The Spanish Recordings: Aragón & València
The Spanish recordings: Aragón & València es una recopilación de canciones realizadas por Alan Lomax en Aragón y Valencia, de la serie The spanish recordings, agrupadas posteriormente como recopilación en el disco World library of folk and primitive music vol. 4: Spain con grabaciones de distintas partes de España. Tras el inicio del Macarthismo, Alan Lomax vino a Europa, donde hizo una serie de grabaciones. Durante su estancia en España estuvo en distintos sitios, entre ellos Aragón y Valencia, donde hizo la grabación de este disco.
La estancia en España empezó en Mallorca y es donde estableció el contacto con el jotero José Iranzo, "el pastor de Andorra" e inicia su viaje por Aragón y Valencia para realizar grabaciones.

## Listado de canciones
1. Al Regreso del Campo. 2:22. José Iranzo Bielsa
2. A Las Orillas del Río. 2:33. José Iranzo Bielsa
3. Jota Jurtada. 1:11.  Rafael Mateo, Ángel Matao
4. Mayos de Albarracín. 2:56. Manuel Almazán Escriche
5. Se Me Olvidian los Ramales. 00:53. Joaquín Peribañez
6. No Puedo Pasar el Ebro. 1:56
7. Mudanzas del Dance de Yebra de Basa. 1:22. Alfonso Villacampa
8. Mudanzas del Dance de Yebra de Basa. 00:39. Alfonso Villacampa
9. Mudanzas del Dance de Yebra de Basa. 00:49. Alfonso Villacampa
10. Mudanzas del Dance de Yebra de Basa. 00:57. Alfonso Villacampa
11. Mudanzas del Dance de Yebra de Basa. 00:57. Alfonso Villacampa
12. Mudanzas del Dance de Yebra de Basa. 1:02. Alfonso Villacampa
13. Mudanzas del Dance de Yebra de Basa. 1:31. Alfonso Villacampa
14. Himno a Santia Orosia. 1:14
15. Esta Es la Ronda Que Ronda. 2:13. Jesús Gracia Tenas[2]
16. Bolero de Caspe. 2:09
17. La Magallonera. 2:15. María Pilar
18. Jotas de Picadillo. 1:29. Interpretado por Rantonio Royo, María Pilar De Las Heras.
19. Jota de Baile Corona de Aragón. 1:42. Interpretado por: ElPatatero, Antonio Royo,  Descanso De Zaragoza,
20. Somos Hijos de Monreal. 2:04. Carmen Peribañez Joaquín
21. Mare de la Mueu Mare. 4:46. Interpretado por: Salvador Armengol Eschrihuela, Antonio Escrihuela
22. Evaristo, Evaristet. 5:27. Interpretado por: Antonio Escrihuela, Salvador Armengol
23. A La Vora del Ríu, Mare. 2:25. Antonio Escrihuela
24. Nana Naneta. 00:52. María Escrihuela
25. Una Llauradora Plora. 3:15. Interpretado por: José Calaforra Romero, Juan Fenollosa
26. Nadala. 1:39. Interpretado por: Gertudis Magraner Escrihuela
27. I Ací en Esta Taula (Ú I Dos). 1:53. Interpretado por: Salvador Amengol Escrihuela , Genaro Cenrían Sáez
28. Si Vas a Tonyar Al Tendre. 2:58. Amadeo Magraner
29. Todos los Años Venimos. 2:44
30. Como las Propias Rosas.3:11. Interpretado por: Band Of Castelló De La Ribera
31. Si Te Vas a la Riberta, Pueblo de la Carbonera, Tavernes Li Donen Fama. 2:23. Salvador Escrihuela
32. Jo No Cante Com Abans (Ú). 3:43. José Calaforra Romero